# Norman Arthur Wakefield
Norman Arthur Wakefield ( 28 de noviembre de 1918 – 23 de septiembre de 1972) fue un docente australiano, naturalista, paleontólogo botánico, notable experto en helechos. Describió muchas nuevas especies vegetales.
Wakefield nació en Romsey, Victoria (Australia), y se educó en escuelas estatales de Orbost y en la "Scotch College", Melbourne. Comenzó a trabajar en el Departamento de Educación de Victoria" en 1934, siendo maestro en varias partes de East Gippsland.
Durante la Segunda Guerra Mundial Wakefield sirvió en el "Ejército de Australia" en Papúa y en Nueva Guinea, de 1943 a 1944; y en la isla Bougainville, de 1944 a 1945). Retornó de su servicio militar con una colección de helechos (hoy hospedados en el British Museum y en el Herbario Nacional de Victoria.
De 1955 a 1965 dio conferencias de historia natural y de ciencia en el Colegio de Maestros de Melbourne. En 1960 se graduó como Bachelor of Science en la Universidad de Melbourne, y en 1969 completó su M.Sc. en paleontología en la Universidad de Monash, así como docencia de biología en el "Colegio de Maestros de Nueva Gales del Sur.
A principios de los años 1960 hizo programas de radio sobre Historia natural para la ABC, así como escribir una columna periódica para Melbourne Age desde 1963 a 1971. Escribió numerosos artículos populares sobre Historia natural, así como muchos artículos científicos en revistas internacionales como locales.
Wakefield murió a los 53 años en una caída desde un árbol, mientras podaba ramas en el jardín de su casa en Sherbrooke, Victoria.

## Algunas publicaciones

### Libros
- 1955 – Ferns of Victoria and Tasmania. Field Naturalists’ Club of Victoria: Melbourne. Edición revisada publicada en 1976
- 1967 – Naturalist’s Diary. Longmans: Melbourne

## FNCV
Wakefield fue muy activo en el "Naturalistas de Campo del Club de Victoria (acrónimo en inglés: FNCV), incorporándose en 1938. Y fundó su "Grupo de Fauna" y también editó su revista: Victorian Naturalist, de 1953 a 1964, contribuyendo con 126 artículos sobre ornitología, botánica e historia.

## Honores
- 1956 fue elegido Miembro Vitalicio Honorario de la FNCV
- 1962 fue galardonado con la Medalla Australiana de Historia Natural[2][1]

- La abreviatura «N.A.Wakef.» se emplea para indicar a Norman Arthur Wakefield como autoridad en la descripción y clasificación científica de los vegetales.[3]